# 賴巽
賴巽（14世紀—1446年11月18日），字遜志，江西建昌府廣昌縣人，明朝政治人物。

## 生平
賴巽是永樂九年（1411年）舉人，十三年（1415年）成進士，獲授河南道監察御史，保持廉正，體察衙門弊病，巡按蘇松等地時曾懲治狡猾官吏馬良等人，又彈劾禮部尚書呂震、兵部尚書金忠、方賓私用官船等事；巡按湖廣期間提出罷黜參政田剛、知府趙璧等三百多人，而知縣王肅等人聽聞他的名聲更棄官而逃，不久因母喪回鄉。
服闋後賴巽轉任福建道監察御史，於宣德六年（1431年）秩滿外調雲南按察司副使，革除當地弊政，以安撫土人為先，上奏請求恢復冶煉礦銀，以杜絕小人聚眾偷採，未及實行福建銀礦就已經發生盜採者殺害參議竺淵的事件；正統元年（1436年）晉陞雲南按察使，彈劾都督張榮討伐麓川延誤軍機，奉命運送隨征軍糧，查勘雲南左衛等軍餘屯田一萬五千餘畝，並提出遷徙廣南衛會勞累官軍，奏免改調，到十一年（1446年）去世，軍民都為他哭祭。

## 引用
1. 1 2  同治【江西】《廣昌縣志·卷五·人物志》：賴巽，字遜志，瑛從子，進士，執法不撓、官吏敬憚，拜河南道監察御史，持身廉正，不苛不刻，提點在京糧草，體察諸衙門弊事，人咸弊憚，賜織文【糹㝉】絲一表裏。出巡蘇松等府，糾治猾吏豪民馬良等三百餘人，奸邪斂迹，及還劾奏禮部尚書呂震、兵部尚書私用官船不法等事；廷選監察御史十六員考察天下，公考察湖廣，黜罷參政田剛、知府趙璧等三百餘人，風聲振肅，知縣王肅等棄官而逃。丁母憂，服闋轉除福建道御史，秩滿除雲南按察司副使，革弊除奸以安輯土人為先，上章言銀冶停住，恐小人聚眾偷採為非，乞將產銀處所照舊採取，事未及行，福建銀冶為盜採，殺參議竺淵等，卒如其言；尋進按察使，劾奏都督張榮征討麓川失機誤事，奉敕儹運隨征官軍糧儲、提督軍衛屯種，依敕勘出雲南左衛等軍餘屯田一萬五千餘頃畝，又奉敕措置軍儲，公奏令官吏軍民納米補官；兵部王驥奏將廣南衛調永甯，開設軍民指揮使守禦，公以遷徙勤勞官軍奏免改調，上允其請。正統丙寅十月卒於任，軍民士人哭祭甚哀。
2. ↑  同治【江西】《廣昌縣志·卷四·選舉志》：明鄉舉 （永樂）九年辛卯科 賴巽 乙未進士……明進士……永樂十三年乙未陳循榜 賴巽 雲南按察使
3. ↑  《明宣宗章皇帝實錄·卷七十八》：（宣德六年四月戊午）陞……監察御史……賴巽為雲南按察副使……
4. ↑  《明英宗睿皇帝實錄·卷二十三》：（正統元年十月戊寅）陞……雲南按察司副使賴巽為本司按察使……
5. ↑  《明英宗睿皇帝實錄·卷一百四十六》：（正統十一年十月甲子）雲南按察使賴巽卒。巽字遜志，江西廣昌縣人，永樂乙未進士，授河南道監察御史，出廵有風力，嘗按蘇松紏治豪猾，又嘗考察湖廣官黜罷參政而下三百餘人，時有聞風解去者，秩滿陞雲南按察司副使，尋薦陞按察使至是卒。